# Ruben Reus
Ruben Reus (Alkmaar, 5 oktober 1984) is een Nederlandse kunstschaatser.
Reus is lid van de Alkmaarsche IJsclub en maakt deel uit van de selectie van Jong Oranje. Hij deed in 2006 mee aan het programma Dancing on Ice, waarin hij de danspartner van presentatrice Wendy van Dijk was. Ze werden in de zesde ronde uitgeschakeld. Hierna heeft hij samen met zangeres Maud Mulder een aantal ijsdansdemonstraties geschaatst. Maud schaatste in Sterren dansen op het ijs met Alexander. In 2007 deed hij voor de tweede keer mee in het schaatsprogramma Dancing on Ice, ditmaal als de partner van Stella Gommans.
In het najaar van 2019 is Reus als jurylid te zien in het SBS6-programma Dancing on Ice.

## Belangrijke resultaten
| Kampioenschap | 2002 | 2003 | 2004 | 2005 |
| ------------- | ---- | ---- | ---- | ---- |
| NK Senioren   |      |      |      | Goud |
| WK junioren   |      |      | 25e  |      |
| NK Junioren   | N    | Goud | Goud |      |

N = Novice